# SOS Børnebyerne
SOS Børnebyerne (engelsk: SOS Children's Villages) er en uafhængig, international NGO-udviklingsorganisation, der arbejder for børns rettigheder og levevilkår. Organisationen blev grundlagt i Imst i Østrig i 1949 af Hermann Gmeiner. SOS Børnebyerne er blevet nomineret til Nobels Fredspris flere gange og modtog i 2002 Conrad N. Hiltons humanitære pris.
SOS-Børnebyerne findes i mere end 130 lande og har mere end 1.800 projekter: SOS-børnebyer, skoler, børnehaver, socialcentre, lægeklinikker og nødhjælpsprogrammer hjælper over 1 mio. mennesker. SOS-Børnebyerne arbejder efter FNs Børnekonvention og er uafhængig af politiske og religiøse interesser. Siden 1964 har organisationen haft en dansk afdeling, der har omkring 100.000 bidragydere og mere end 35.000 faddere (2012).
En SOS-børneby består af 10–15 familiehuse. I hvert hus bor en SOS-familie, som typisk består af 6–10 børn og en SOS-mor. SOS-moderen står for den daglige omsorg og har det praktiske og økonomiske ansvar for familiens husholdning. Børnene vokser op som i en almindelig søskendeflok. Børnene vokser op sammen og knytter bånd til deres SOS-søskende.
Organisationen bestilte to eksterne undersøgelser, efter beskyldninger om misbrug dukkede op tre år forinden, som skulle undersøge 22 specifikke sager fra 1990'erne og frem, omhandlende omsorgssvigt, overgreb og korruption. En indledende rapport i slutningen af april 2021 fandt flere problematiske forhold i 20 af de lande, som organisationen arbejder i.